# Scutiger sikimmensis
Scutiger sikimmensis es una especie  de anfibios de la familia Megophryidae.

## Distribución geográfica
Se encuentra en Asia.